# Botanophila salicis
Botanophila salicis este o specie de muște din genul Botanophila, familia Anthomyiidae. A fost descrisă pentru prima dată de Ringdahl în anul 1918. Conform Catalogue of Life specia Botanophila salicis nu are subspecii cunoscute.